# André Salmon

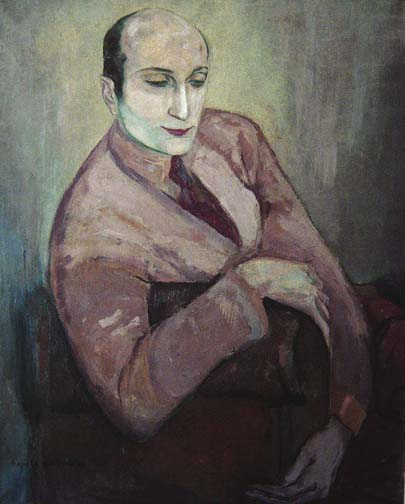
André Salmon (Leopold Gottlieb festménye 1920-ból)

André Salmon (Párizs, 1881. október 4. – Sanary-sur-Mer, 1969. március 12.) francia író, költő, műkritikus, újságíró.

## Élete
1897-ben szüleivel Szentpétervárra költözött. Megtanult oroszul, és később a Francia Konzulátus attaséjaként dolgozott. Szentpéterváron fedezte fel Tristan Corbière, Lautréamont, Arthur Rimbaud és Maurice Maeterlinck műveit. 
1902-ben visszatért Franciaországba, hogy letöltse katonai szolgálatát, de gyenge fizikuma miatt alkalmatlannak nyilvánították. A Quartier Latin egyik pincebárjában megismerkedett Guillaume Apollinaire-rel, az akkor még ismeretlen, fiatal költővel, Alfred Jarryval, Paul Fort-ral, Manolo Hugué katalán szobrásszal. Huguén keresztül találkozott Max Jacobbal és Picassóval. Picasso legújabb festményeinek hatására a kubizmus lelkes támogatója lett. 1908-ban beköltözött a Bateau-Lavoirba, de később a Montparnasse-on bérelt lakást. Amedeo Modigliani és Jean Cocteau is baráti köréhez tartozott. 1905-ben jelentek meg először versei a Vers et Prose irodalmi folyóiratban. 
1964-ben megkapta a Francia Akadémia Költészeti Nagydíját.

## Művei

### Versek (válogatás)
- Poèmes, Vers et prose
- Féeries, Vers et prose
- Le Livre et la Bouteille
- L'Âge de l'Humanité
- Ventes d'Amour
- Peindre
- Métamorphoses de la harpe et de la harpiste
- Odeur de poésie
- Les Étoiles dans l'encrier
- Vocalises

### Regények, novellák (válogatás)
- Tendres canailles
- Monstres choisis
- Mœurs de la Famille Poivre
- Le Manuscrit trouvé dans un chapeau
- La Négresse du Sacré-Cœur
- Bob et Bobette en ménage
- C'est une belle fille
- L'Entrepreneur d'illuminations
- L'Amant des Amazones
- Archives du Club des Onze
- Le Monocle à deux coups

## Magyarul
- Modigliani szenvedélyes élete; ford. Korolovszky Klári; Képzőművészeti Alap, Bp., 1964
- Modigliani szenvedélyes élete; ford. Korolovszky Klári; 2. jav. kiad.; Képzőművészeti Alap, Bp., 1967
- Modigliani élete; ford. Korolovszky Klári; Kossuth, Bp., 2012 (Regényes életek)